# キーレン・ファロン

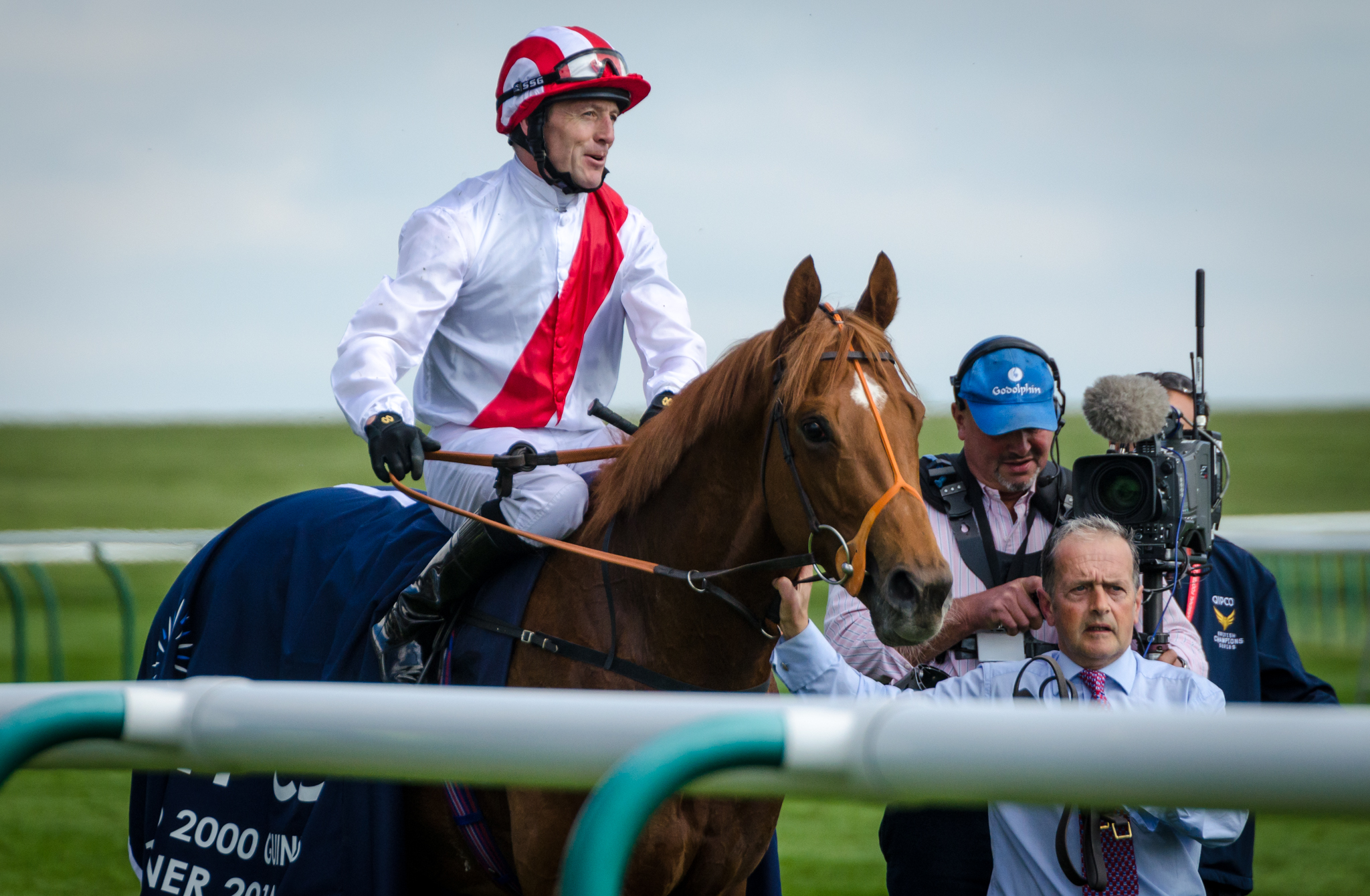
2014年英2000ギニー優勝時（ナイトオブサンダーに騎乗）

キーレン・ファロン（Kieren Fallon 1965年2月22日 - ）はアイルランド出身の元騎手である現調教師。
香港における名前の中文表記は「范義龍」。
日本語では「キアラン･ファロン」とも言う。
息子のシーレン・ファロン「范奕倫」も騎手である。

## 人物・経歴
1984年にアイルランドのナヴァン競馬場で初勝利を挙げる。1987年に22歳でアイルランドの見習騎手リーディングで2位に付け、翌1988年からイギリスに活躍の場を移す。
1994年に行なわれたレース後、他の騎手を馬上から引きずりおろし、その後検量室で暴行事件を起こし6ヶ月の騎乗停止処分を受けた。
1996年にイギリスの名門ヘンリー・セシル厩舎の主戦騎手に抜擢。翌1997年には202勝を挙げイギリスのリーディングジョッキーになる。リーディングジョッキーの座は1999年までの3年連続で年間200勝を挙げる快挙。これは長く続いているイギリスの競馬ではフレッド・アーチャー、ゴードン・リチャーズしか達成できなかった。しかし1999年のシーズン途中にヘンリー・セシルから契約解除を一方的に告げられる。原因は、ヘンリー・セシル調教師の妻ナタリー・ペインと不倫関係があったからと報じられた。
2000年にイギリスアスコット競馬場でのレース中に落馬し、肩の神経を損傷。片腕切断の危機もあったが同年冬に復帰。2001年には166勝、2002年には149勝を挙げリーディングジョッキーに返り咲く。しかし、彼がアルコール依存症であるという記事がサンデー・タイムズ新聞に掲載され、実際にアイルランドで30日間のリハビリを行った。2003年2月に復帰し、本人は完治したと宣言している。2003年は221勝し、6度目のイギリスのリーディングジョッキーとなる。
日本の中央競馬においては2001年12月から2002年2月までの間の短期免許を取得し通算12勝、2001年のG1の阪神ジュベナイルフィリーズではアローキャリーに騎乗し2着するなどの成績を残した。その後2005年まで、国際G1やワールドスーパージョッキーズシリーズに招待されて騎乗している。
2011年10月23日、ファロンは「BHA（イギリス競馬統轄機構）が制定する新ルールに違反した場合、違反騎手が騎乗した競走馬を失格とすべきだ」との意見を表明した。理由は「このルールを順守することによって5日間の騎乗停止処分から進上金没収までの罰則を回避することが可能である」としている。この新ルールは「鞭の使用回数を平地競走では1レースあたり7回までを限度とする」ものである。
2016年、重度のうつ病のために騎手を引退した。
2021年、調教師免許を取得した元騎手のダリル・ホランドのもとでアシスタントトレーナーを務めることが報じられた。

## 主なトラブル

### 八百長疑惑
2004年3月に騎乗した馬が突然失速し負けたレースに関し八百長の疑いをかけられ、同年9月に逮捕されたが証拠不十分で釈放される。2006年7月4日にインターネットを使った賭博取引で顧客に対して不正行為を行った6人のうちの1人として詐欺共謀容疑でロンドンの警察当局から逮捕・起訴されたため、イギリス競馬の免許を取り扱うHRA（Horseracing Regulatory Authority、競馬監理機構）から騎乗停止処分を受けている。

### 薬物疑惑
2006年、7月9日に行われたジャンプラ賞後の薬物検査で陽性反応を示し、その後11月29日にフランスギャロは、12月7日から6か月間の騎乗停止処分を下すことを発表した。なお12月の香港国際競走騎乗のライセンスも香港ジョッキークラブから拒否されていた。
2007年、処分期間が終了した6月7日にアイルランドで復帰を果たし、復帰後初騎乗で初勝利を挙げた。しかし8月19日のモルニ賞でマイボーイチャーリーに騎乗して1着となったが、レース後の薬物検査で再び陽性反応（コカイン）を示していたことが12月8日に明らかになった。
2008年、モルニ賞後の薬物検査の結果、フランスギャロから同年2月から18か月の騎乗停止処分が下ったことが1月25日に発表された。2009年9月4日から騎乗を再開している。

## 主な勝鞍
イギリス
- 1000ギニー 4回 （1997年、1999年、2003年、2005年）
- 2000ギニー 5回 （2000年、2001年、2005年、2006年、2014年）
- オークス 4回 （1997年、1999年、2004年、2006年）
- キングジョージ6世&クイーンエリザベスダイヤモンドステークス 1回 （2002年）
- ダービー 3回（1999年、2003年、2004年）

アイルランド
- アイリッシュダービー 2回 （2005年、2006年）
- アイリッシュチャンピオンステークス 3回 （2005年、2006年、2007年）

フランス
- 凱旋門賞 2回（2005年、2007年）
- サンクルー大賞 2回 （2004年、2007年）
- パリ大賞 1回 （2005年）